# Olga Pleszkowa (łyżwiarka)
Olga Pawłowna Pleszkowa (ros. Ольга Павловна Плешкова; ur. 9 maja 1956 w Kirowie) – rosyjska łyżwiarka szybka reprezentująca ZSRR.

## Kariera
Największy sukces w karierze Olga Pleszkowa osiągnęła 4 stycznia 1986 roku w Inzell, kiedy zajęła trzecie miejsce w biegu na 1500 m w ramach Pucharu Świata. Był to jeden z zaledwie dwóch jej startów w zawodach tego cyklu, wcześniej tego samego dnia była osiemnasta na 500 m. Ostatecznie w sezonie 1985/1986 była trzydziesta w klasyfikacji końcowej 500 m i trzynasta w klasyfikacji 1500 m. W 1985 roku była piąta podczas wielobojowych mistrzostw świata w Sarajewie. W poszczególnych biegach była tam dwunasta na 500 m, szósta na 3000 m, czwarta na 1500 m oraz piąta na dystansie 5000 m. W tej samej konkurencji była też między innymi szósta na rozgrywanych cztery lata wcześniej mistrzostwach świata w Sainte-Foy, gdzie wygrała bieg na 3000 m. W 1980 roku wystartowała na igrzyskach olimpijskich w Lake Placid, zajmując dziewiąte miejsce w biegu na 3000 m. Na rozgrywanych cztery lata później igrzyskach w Sarajewie na tym samym dystansie była czwarta, przegrywając walkę o podium z Gabi Schönbrunn z NRD. Wielokrotnie zdobywała medale mistrzostw ZSRR w wieloboju: złote w latach 1984 i 1985 i srebrne w latach 1980, 1981 i 1986. W 1986 roku zakończyła karierę.
Otrzymała tytuł Zasłużonego Mistrza Sportu ZSRR i Order Czerwonego Sztandaru Pracy.